# Salisbury (Carolina del Nord)
Salisbury és una població dels Estats Units i seu del comtat de Rowan a l'estat de Carolina del Nord. Segons el cens del 2000 tenia 26.462 habitants.

## Demografia
Segons el cens del 2000, Salisbury tenia 26.462 habitants, 10.276 habitatges i 6.186 famílies. La densitat de població era de 574,6 habitants per km².
Dels 10.276 habitatges en un 26,5% hi vivien nens de menys de 18 anys, en un 39% hi vivien parelles casades, en un 17,4% dones solteres, i en un 39,8% no eren unitats familiars. En el 34,3% dels habitatges hi vivien persones soles el 14,5% de les quals corresponia a persones de 65 anys o més que vivien soles. El nombre mitjà de persones vivint en cada habitatge era de 2,29 i el nombre mitjà de persones que vivien en cada família era de 2,92.
Per edats la població es repartia de la següent manera: un 21,8% tenia menys de 18 anys, un 13,1% entre 18 i 24, un 25% entre 25 i 44, un 20,2% de 45 a 60 i un 19,9% 65 anys o més.
L'edat mediana era de 37 anys. Per cada 100 dones de 18 o més anys hi havia 86,3 homes.
La renda mediana per habitatge era de 32.923 $ i la renda mediana per família de 41.108 $. Els homes tenien una renda mediana de 31.149 $ mentre que les dones 25.019 $. La renda per capita de la població era de 18.864 $. Entorn del 12,2% de les famílies i el 16% de la població estaven per davall del llindar de pobresa.

## Poblacions més properes
El següent diagrama mostra les poblacions més properes.